# Дев'ять вузлів (фільм)
«Дев'ять вузлів» (ісп. Nueve nudos) — венесуельська короткометражна художня кінострічка режисерки Лорени Кольменарес, відзнята у 2017 році. Хронометраж — 10 хвилин 31 секунда..

## Синопсис
Дев'ять вузлів — це молитва за кожну людину, потім дев'ять бажань для душі, яка більше не мешкає на Землі. Кіногероїня Марія дізналася про цей ритуал від своєї матері, і вона навчилася зв'язати вузли від свого батька. Але тепер вона та її брат Хосе самотні.

## У ролях
- Софія Брісьєно
- Данієль Лобо

## Участь у фестивалях
Стрічка «Дев'ять вузлів» увійшла до програми студентського конкурсу в рамках Міжнародної конкурсної програми 47-го київського міжнародного кінофестивалю «Молодість» 2018 року.

### Нагороди та номінації
| Список нагород та номінацій фільму                                   | Список нагород та номінацій фільму | Список нагород та номінацій фільму         | Список нагород та номінацій фільму | Список нагород та номінацій фільму | Список нагород та номінацій фільму |
| Кінофестиваль/Кінопремія                                             | Рік                                | Категорія                                  | Номінант(и)                        | Результат                          | Дж                                 |
| -------------------------------------------------------------------- | ---------------------------------- | ------------------------------------------ | ---------------------------------- | ---------------------------------- | ---------------------------------- |
| 48-й кінофестиваль студентських фільмів у Монреалі                   | 2017                               | Найкращий художній фільм — Особлива згадка | Дев'ять вузлів                     | Перемога                           | [ 2 ]                              |
| Міжнародний кінофестиваль короткометражних фільмів у Клермон-Феррані | 2018                               | Гран-прі                                   | Дев'ять вузлів                     | Номінація                          | [ 3 ]                              |
| 47-й Київський міжнародний кінофестиваль «Молодість»                 | 2018                               | Найкращий студентський фільм               | Дев'ять вузлів                     | Номінація                          | [ 1 ]                              |